# Euronics
Euronics byl český a slovenský maloobchodní prodejce zaměřený na spotřební elektroniku. Na trhu působil v letech 1999 až 2018, kdy došlo k přeměně poboček na obchody pod značkou Datart.

## Historie
Síť prodejen Euronics byla založena v roce 1999. V roce 2000 společnost poprvé použila na propagaci svých poboček televizní reklamu a v roce 2003 spustila první billboardovou kampaň. V Česku měla obchodní síť Euronics v jednu chvíli přes 140 poboček.

### Zánik
Společnost HP Tronic, která obchody Euronics vlastnila, v roce 2017 koupila společnost Datart, pod jejíž značku se rozhodla v průběhu roku 2018 obchody Euronics zařadit. Do konce roku 2018 se tak obchody Euronics změnily na obchody pod značkou Datart. Postupně došlo také k uzavření e-shopu společnosti.
Na Slovensku v roce 2025 nicméně stále působilo 57 obchodů pod značkou Euronics.